# مارتین فان در بورخ
مارتین فان در بورخ (هلندی: Martin van der Borgh; ۲۸ اکتبر ۱۹۳۴ – ۱۲ فوریهٔ ۲۰۱۸) دوچرخه‌سوار اهل هلند بود.
وی در مسابقات کشوری و بین‌المللی در مجموع برندهٔ ۱ مدال برنز شده‌است.